# I Can’t Quit You Baby
Az I Can’t Quit You Baby Willie Dixon szerzeménye, és elsőként 1956-ban Otis Rush készített felvételt belőle. Lassú tempójú, 12 ütemű tradicionális blues darab. Több feldolgozása is készült, ezek közül leginkább a Led Zeppelin előadásában ismert, ami az együttes 1969-es Led Zeppelin című, debütáló albumán hallható.

## Eredeti változat
Az "I Can’t Quit You Baby" tradicionális blues standard, amelynek szerzőjeként és producereként Willie Dixon van feltüntetve. Saját életrajzában elmagyarázta, hogy a dalt egy kapcsolatról írta, amelyben a férfi szeretője kedvéért sem tud kilépni a házasságából. Ezt az I can't quit you, baby, But I've got to put you down for awhile, You know I can't quit you, baby, But I've got to put you down for awhile, Well, you messed up my happy home, babe, Made me mistreat my only child sorok szemléltetik a legjobban. Dixon engedélyezte a dal felhasználását az ekkoriban sokat foglalkoztatott chicagói blues művész Otis Rush számára, akinek szenvedélyes előadása tetszett Dixon-nak. Rush és az újonnan indult Cobra Records lemezkiadó számára egyaránt ez volt az első hivatalos kiadvány. Ebben a tekintetben sikeres volt, és 1956-ban elérte a hatodik helyet a Billboard Rhythm & Blues Records listáján.
Rush eredeti változata egy 12/8 tempójú, lassú blues, amely négy tizenkét soros énekszakaszból áll, valamint az ezeket kitöltő gitárrészekből. Ez volt Rush első stúdiófelvétele, amely 1956 júliusában Chicagóban zajlott.
A felvételen Rush énekel és gitározik, míg a kíséretét Big Walter Horton harmonikás,  Red Holloway tenorszaxofonos, Lafayette Leake zongorás és Wayne Bennett másodgitáros tette ki. A basszusgitár részeket Dixon, a dobokat pedig Al Duncan játszotta fel. Otis Rush az évek során többször felülvizsgálta és apró változtatásokat tett a szerzeményen. A legnyilvánvalóbb eset az, amikor 1966-ban a Vanguard Records lemezkiadó Chicago The Blues Today! Vol. 2 című blues válogatásalbumához újra felvette a dalt. Ez a verzió egy megváltoztatott elrendezést mutatott be, szokatlan fordulatokkal (tonikus alaphanggal, majd fél hanggal felette) és staccato megoldásokkal. A legtöbb későbbi feldolgozás ezt az 1966-os verziót vette alapul. Ezek közé sorolható a Led Zeppelin változata, de a John Mayall & the Bluesbreakers feldolgozása az együttes 1967-es Crusade című albumáról is. A dalt 2004-ben Gary Moore rock-és bluesgitáros is feldolgozta, ez a változat a saját, Power Of The Blues című lemezére került fel. A The Rolling Stones szintén elkészítette saját verzióját a 2006-ban kiadott Blue & Lonesome albumán. John Lee Hooker 1964-ben, Little Milton 1969-ben, Luther Allison pedig 1995-ben formálta saját képére.
Rush eredeti 1956-os, Cobra Records kiadású kislemeze 1994-ben bekerült a Blues Foundation Hall of Fame-be (Blues Alapítvány Hírességek Csarnoka) , amely során Willie Dixon szenvedélyes megközelítésű, rendkívüli tehetségként jellemezte Rush-t.

## Led Zeppelin-változat
Otis Rush 1966-os változatát alapul véve a Led Zeppelin is átértelmezte a dalt debütáló albumának felvételei során. A szerzeményt a londoni Olympic Studiosban rögzítették 1968 októberében, és felkerült a zenekar első albumára. A felvétel nagyrészt követi Rush 1966-os Vanguard féle verzióját, bár eltérő hangszerkezeléssel és dinamikával rendelkezik. Robert Plant hosszú, elnyújtott sikolyával kezdődik, ami egy sodró gitárriffbe vezet, melyben Jimmy Page szólóban improvizál. John Paul Jones szolíd basszuskíséretet ad, John Bonham pedig bemutatja azt az ösztönösségét, amelyről híres. Észrevételek szerint Page szólói hasonlítanak a későbbi Heartbreaker gitárszólóihoz. A dal zenei megoldásai a lemezen szereplő másik blues darab a You Shook Me sémáját követik. Ez leginkább abban nyilvánul meg, hogy a versszakok alatti visszafogottságot a refréneknél itt is vad hangsúlyozás ellenpontozza. Page ebben a dalban is töretlen bizalmat szavazott Plant-nek, és nagy teret biztosít az énekes számára. Plant kihasználja a lehetőséget, és megcsillogtatja blues-előadói képességeit. A hármas lüktetésű, lassú kompozíció Page bluesos modorának is kedvez, amit a hosszas gitárszólók is bizonyítanak. Eleinte hasonló karakterű szólót játszik, mint ami a Red House című Jimi Hendrix bluesklasszikusban is hallható, majd lazán, szinte "folyékonyan" játszik tovább, amelyet egy elmélyült és szenvedéllyel teli kalandozás követ. A hosszú és virtuóz szólók között van egy rövid szünet, ahol Page négy szakaszt kíséret nélkül játszik, mielőtt tovább folytatja az improvizációt. Az utolsó refrénben Page elvéti az ütemet, és ezzel a rövid ideig tartó hibázással Jones és Bonham is kiesik a ritmusból. Egy ügyes húzással, az egyik gyors futamban végül korábban befejezi a játszott blues skálát, valamint Bonham egy extra breaket is belerak míg Page és Jones hallgat, és ezzel visszaáll a rend.  Ilyesmi stúdióalbumokon nem szokott előfordulni, de a zenekar nem akart utólag belenyúlni a felvételbe és inkább bent hagyta a hibát. Page szerint ezzel együtt lett tökéletes a végeredmény: „Vannak benne hibák, de ez nem igazán számít. Mindig benne fogom hagyni a hibákat a felvételekben, ha azokkal együtt is tökéletes a végeredmény. Néhol pontatlannak tűnhet a ritmizálás, pedig az rendben van, pár rossz hang azonban becsúszott, ezt be kell vallanom.“
Sok kritikus véli úgy, hogy a dal szerkezeti szempontból a Led Zeppelin egyik legerősebb előadásai közé tartozik. Keith Shadwick a Led Zeppelin The Story of a band and their music, 1968-1980 című könyv szerzője szerint „az első album egyik legjobban sikerült darabja lett, nincsenek benne lapos részek, szerkezete tökéletesen szimmetrikus, és mindenben megfelel a klasszikus blues hagyományainak.“ Ralp Hulett a Whole Lotta Led: Our Flight with Led Zeppelin című könyv egyik szerzője szintén dicsérte a dalt: „Talán az olyan erős, súlyos bluesban volt a Zeppelin a legjobb, mint az I Can’t Quit You Baby. Intenzív orgona, szájharmonika, és gitárszólók bizonyították, hogy a zenekar egyes tagjai remekelnek ebben a műfajban.“ A dalnak a  Coda című posztumusz albumra felkerült egy koncertváltozata, amelyről a Rolling Stone egyik munkatársa Kurt Loder azt írta, hogy „tökéletesen tükrözi a korszak bluesmániáját, kiegészítve egy klasszikusan átgondolt gitár szólóval.“
1969 és 1970 között a dal rendszeresen szerepelt az együttes koncertjein. Két élő felvétel felkerült a Led Zeppelin BBC Sessions című albumra, az 1970. január 9-én, a Royal Albert Hallban rögzített verzió pedig az 1982-es Codán és a Led Zeppelin DVD-n is megjelent (bár különböző keverésben hallhatók). Ahogy Robert Plant a capella énekli a „sometimes I get so worried” sort a Royal Albert Hallbeli koncerten, nagyon hasonlít arra, ahogy Ray Charles énekelte az I Got a Womant a Ray Charles at Newport című albumán. 1970-től a dalt nem adták elő, mert az akkor újonnan megjelent Led Zeppelin III dalait kezdték játszani; az I Can’t Quit You Babyt lényegében a Since I’ve Been Loving You váltotta fel. 1972-ben és 1973-ban néhány koncerten újra elhangzottak egyes részei a Whole Lotta Love dzsemmelős egyvelegének részeként. A dalt a Led Zeppelin három tagja (Plant, Page, Jones) elpróbálta az 1988. május 14-én, az Atlantic Records 40 éves évfordulójának ünneplésére adott fellépésükre, de a koncerten végül nem hangzott el.
A Dread Zeppelin nevű tribute-együttes felvette a dal egy verzióját saját, Un-Led-Ed című albumára. A Queens of the Stone Age You Can’t Quit Me Baby című dalának címe az I Can’t Quit You Babyre utaló szójáték.

## Bibliográfia
- Led Zeppelin: Dazed and Confused: The Stories Behind Every Song, by Chris Welch, ISBN 1-56025-818-7
- The Complete Guide to the Music of Led Zeppelin, by Dave Lewis, ISBN 0-7119-3528-9

## Külső hivatkozások
- A dal szövege a Lyricsfreak honlapján
- A dal a Royal Albert Hallban adott koncerten (1970. január 9.)